# 셸론강

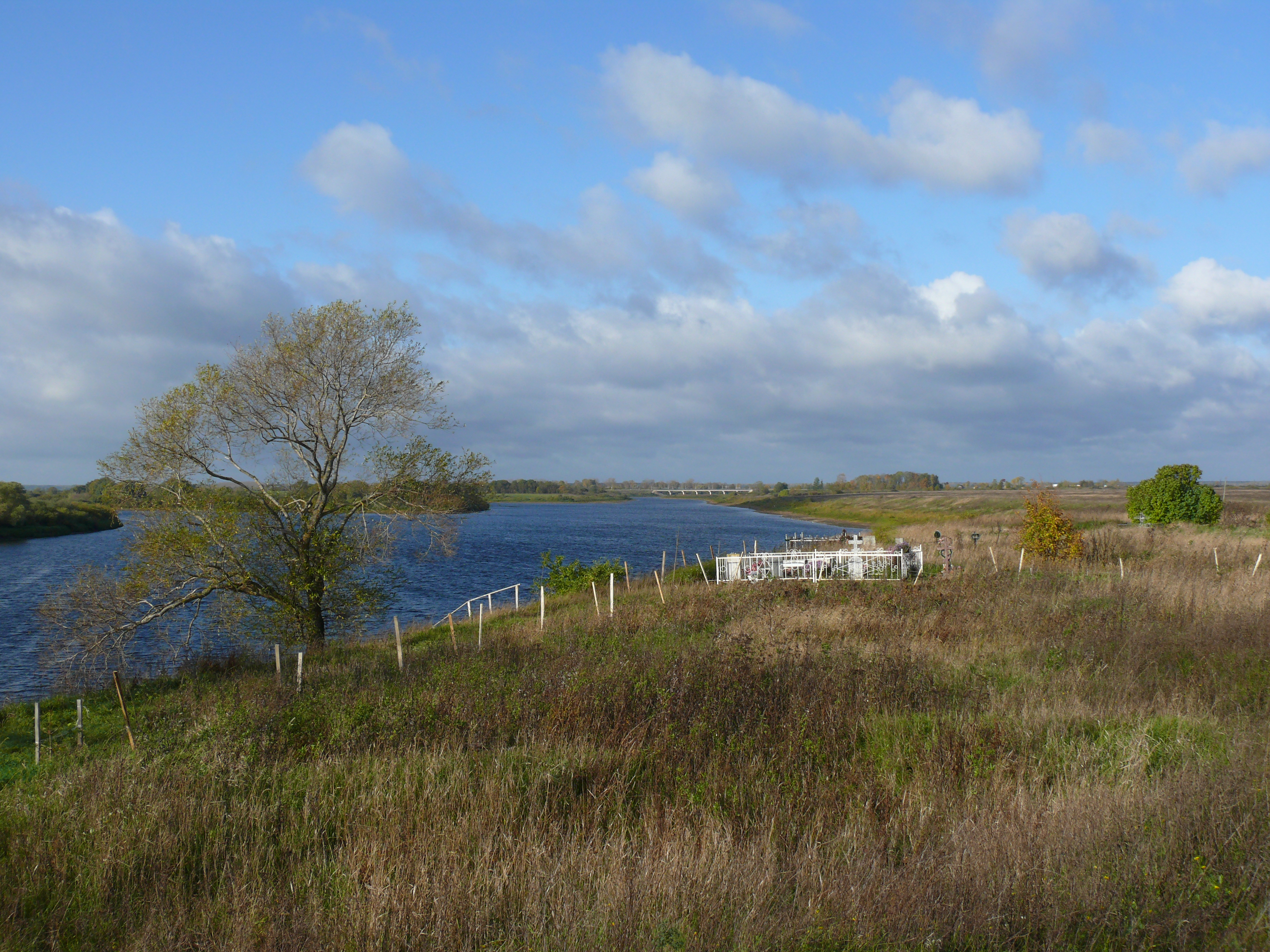

셸론강(러시아어: Шелонь)은 프스코프주와 노브고로드주에 위치한 강이다. 셸론강에 접한 도시는 포르호프와 솔치이다. 1471년에 모스크바 공국와 노브고로드 공화국 사이에 벌어진 셸론강 전투로 유명한 곳이다.